# Société d'enseignement professionnel du Rhône
La Société d’Enseignement Professionnel du Rhône (SEPR) est un centre de formation professionnelle impliqué dans un large éventail de domaines d’activité.
Association reconnue d’utilité publique, la SEPR est le premier centre de formation professionnelle initiale de la région Rhône-Alpes avec plus de 4 000 élèves, apprentis ou stagiaires formés chaque année. En 150 ans, plus d'un million de jeunes et adultes ont été formés dans l'un de ses établissements, en partenariat étroit avec plus de 100 000 entreprises.
Pionnière de la formation professionnelle, aujourd'hui premier organisme de formation professionnelle initiale en Auvergne-Rhône-Alpes, la SEPR a adapté ses parcours de formation pour un accompagnement tout au long de la vie grâce à des équipes éducatives animées par des valeurs de laïcité, d'inclusion, d'intégrité et d'égalité.

## Historique
La SEPR a été créée en 1864, au cœur de la société industrielle, par  monsieur François Barthélemy Arlès-Dufour négociant en soierie, avec l’aide et le financement d’Henri Germain, banquier, qui deviendra le premier président de la société. François Barthélémy Arlès Dufour a voulu offrir la possibilité aux ouvriers de se former aux machines qu’ils utilisent quotidiennement, tout en élargissant cette formation à des cours plus généralistes comme le français, les langues etc.
C’est en 1879, que la SEPR est reconnue d’utilité publique. Cette création est inspirée par les idéaux du Saint-simonisme. À sa création, la SEPR était constituée de 339 lieux d’enseignements dispersés dans toute l’agglomération lyonnaise, mis à disposition par des organismes publics (bâtiments scolaires, mairie…).
Dès 1891, la SEPR développe une politique d’acquisition de bâtiments. Après la Seconde Guerre mondiale, la SEPR décide de regrouper dans les mêmes centres de formation les mêmes familles de métiers.
En 2001, la SEPR entreprend l’acquisition d’un terrain situé à Grange Blanche (anciennement Berliet) afin d’y construire un campus et d’y regrouper l’ensemble des centres. Le campus est inauguré en 2005, la SEPR se compose dès lors de trois sites sur Lyon (le Campus, et deux sites restants : Boileau et Serin) et d’un CFA à Annonay en Ardèche Nord.
Le rassemblement total de la SEPR est prévu pour 2012, avec l’agrandissement du Campus qui permettra d’y accueillir les sites de Boileau et Serin, et de ne former plus qu’une seule et même entité, dans le département du Rhône du moins.
Après 150 années de vie, jalonnées d’évènements historiques et d’évolutions législatives, la SEPR est une référence de la formation professionnelle dans le département du Rhône.

## Formation

### Statuts
Les formations dispensées à la SEPR peuvent s’effectuer sous trois statuts, afin de répondre au plus près aux besoins des entreprises :
- La formation en apprentissage au CFA (Centre de formation d’apprentis) ;
- La formation initiale professionnelle au lycée des Métiers d’Art ;
- La formation continue.

Les formations s’adressent principalement aux jeunes de 16 à 25 ans à la recherche d’une formation professionnelle en contrat d’apprentissage ou en voie scolaire avec le lycée des Métiers d’Art. La SEPR s'adapte également aux adultes en reconversion dans le cadre d’une formation continue, mais aussi aux entreprises souhaitant faire acquérir de nouvelles compétences à leurs salariés.

### Offre
La SEPR prépare à de nombreux métiers et à de nombreux diplômes.
- Classes de troisième prépa métiers

#### Métiers d'art et de la création

##### Métiers de la bijouterie
- CAP art et techniques de la bijouterie joaillerie option bijouterie joaillerie et option bijouterie sertissage et option polissage finition
- MC joaillerie
- BMA art du Bijou option bijouterie joaillerie
- BMA art du bijou option bijouterie sertissage

##### Métiers du bois et de l'ameublement
- CAP ébéniste
- BMA ébéniste
- DMA art de l'habitat option décors et mobiliers
- DNMADE création et réalisation de mobilier contemporain

##### Métiers du design et des arts appliqués
- DNMADE création, bijoux contemporains et objets précieux
- DNMADE création et réalisation de mobilier contemporain
- DNMADE numérique - identité numérique de l'objet d'art

##### Métiers de la mode
- CAP métiers de la mode vêtement flou
- BAC PRO métiers de la mode vêtements
- BTS métiers de la mode vêtements

#### Métiers rares d’art et industriel
- CAP encadreur, art du bois (option marqueteur), art de la reliure, couture flou, vêtement de peau, art et technique du verre (option vitrailliste), tapissier d’ameublement, sellier, art et techniques de la bijouterie joaillerie option polissage finition, cordonnier multiservices, assistant technique en instruments de musique option guitare

#### Métiers de la communication visuelle

##### Métiers de la photographie
- BTS Photographie

##### Métier de la communication graphique
- BTS Design Graphique
- Bac Pro Artisanat et métiers d’art option communication visuelle pluri-média
- CAP Signalétique, enseigne et décors

#### Industries Graphiques
- Bac Pro Façonnage de produits imprimés, routage
- Bac Pro production imprimée
- Bac Pro production graphique
- BTS Communication et industries graphiques option étude et réalisation de produits graphiques
- BTS Communication et industries graphiques option étude et réalisation de produits imprimés
- CAP Sérigraphie industrielle
- CQP Technico commercial des Industries Graphiques

#### Enseigne
- CAP Métiers de l’enseigne et de la signalétique
- CAP Signalétique, enseigne et décors
- Bac Pro Artisanat et métiers d’art option Métiers de l’enseigne et signalétique

#### Électronique,Électricité,Informatique
- CAP Préparation et réalisation d’ouvrages électriques
- BTS SIO (Services Informatiques aux Organisations)
- BP Installation et équipements électriques
- Bac Pro Systèmes Numériques (champ d'application électronique industrielle, télécom et réseaux)

#### Automobileet deux roues
- CAP réparation des carrosseries
- CAP peinture en carrosserie
- CAP maintenance de véhicules automobiles option véhicules particuliers ou option motocycles
- CQP carrossier peintre
- MC maintenance des systèmes embarqués de l'automobile
- BAC PRO maintenance automobile option voitures particulières
- CAP vendeur magasinier en pièces de rechange et équipements automobiles
- CQP mécanicien cycle
- CAP peinture en carrosserie connexe

#### Métiers de la beauté

##### Coiffure
- CAP coiffure
- BP coiffure
- BTS Coiffure

##### Esthétique
- CAP esthétique cosmétique parfumerie
- BP esthétique cosmétique parfumerie
- BTS métiers de l’esthétique, de la cosmétique et de la parfumerie
- Praticien expert des spas hôteliers

#### Métiers du tertiaire
- CAP équipier polyvalent du commerce
- BAC PRO métiers du commerce et de la vente
- BTS gestion de la paie
- BTS management commercial opérationnel
- Bachelor chargé de gestion en ressources humaines
- Bachelor chargé de communication plurimédia
- Titre manager de la communication marketing intégrée

#### Métiers de la vente spécialisée
- CAP fleuriste
- BP fleuriste

#### Métiers de bouche-restauration-arts culinaires
- CAP boulanger
- CAP boucher
- CAP charcutier préparation traiteur
- CAP commercialisation et services en hôtel-café-restaurant
- CAP cuisine
- CAP pâtissier
- CAP production et service en restauration rapide, collective et cafétéria
- CAP en 3 ans français - langue étrangère
- BP arts de la cuisine
- BP arts du service et commercialisation en restauration
- BP boulanger
- BP boucher
- MC cuisinier en desserts de restaurant
- MC employé traiteur
- MC pâtissier glacier chocolatier confiseur
- BAC PRO cuisine

#### Métiers de la santé

##### Métiers de l'appareillage médical
- BTS prothésiste dentaire
- BAC PRO prothésiste dentaire

##### Métiers paramédicaux
- BTS opticien lunetier

##### Métiers de la pharmacie
- CQP dermo-cosmétique pharmaceutique

- CQP dispensation de matériel médical à l'officine
- DEUST préparateur / technicien en pharmacie
- Modules de formation continue pour l'officine

#### Métiers du social
- DEME Diplôme d'état de moniteur éducateur
- DEES Diplôme d'état d'éducateur spécialisé
- DEEJE Diplôme d'état d'éducateur de jeunes enfants
- DEAES Diplôme d'état d'accompagnant éducatif et social
- BPJEPS Spécialité animateur mention animation sociale
- DEASS Diplôme d'état d'assistant de service social

#### Topographie
- BAC PRO technicien géomètre topographe
- BTS géomètre topographe et de la modélisation numérique https://www.sepr.edu/formations/bts-metiers-du-geometre-topographe-et-de-la-modelisation-numerique/

## Les sites
- Campus SEPR Lyon 46 rue Professeur-Rochaix : bijouterie, ébénisterie, photographie, mode, métiers rares, industries graphiques et communication visuelle, vente, commerce, fleuristerie, électricité,informatique, électronique,topographie, automobile, deux roues, esthétique, coiffure, appareillage médical, optique lunetterie, métiers de bouche.
- Formations dispensées par ENSEIS pour les métiers de l'accompagnement social et du management d'établissements sociaux
- Campus SEPR Annonay - CFA Ardèche Nord : métiers de bouche (boulangerie, pâtisserie, boucherie, charcuterie), hôtellerie, restauration, tourisme, automobile, coiffure, vente, DIMA.